# Gai Flamini (cònsol)
|  | Per a altres significats, vegeu «Gai Flamini (cònsol 187 aC)». |

Gai Flamini - Caius Flaminius (llatí) -fill d'un Gai Flamini desconegut, va ser un magistrat romà del segle iii aC. Formava part de la gens Flamínia, d'origen plebeu.
Va ser tribú de la plebs l'any 232 aC i va imposar una llei agrària (la Lex Flaminia Agraria) tot i l'oposició del senat i els optimats. Per aquesta llei l'Ager Gallicus Picenus, conquistat feia poc temps, havia de ser distribuït (viritim) entre els plebeus. Ciceró situa aquesta llei l'any 228 aC en el consolat d'Espuri Carvili i Quint Fabi Màxim Berrugós, però probablement la primera data és la correcta.
L'any 227 aC va ser pretor, la primera vegada en què se'n van nomenar quatre el mateix any, i va rebre Sicília com a província governant a satisfacció dels provincials. Trenta anys més tard, quan el seu fill era edil, els sicilians van mostrar la seva gratitud cap a Gai Flamini enviant un ampli subministrament de blat a Roma.
L'any 225 aC va esclatar la guerra contra els gals de la Gàl·lia Cisalpina potser deguda en bona part, diu Polibi, a la llei agrària que privava als gals de les seves terres, i temien que els romans tinguessin la intenció d'expulsar-los o d'aniquilar-los. L'any 223 aC, el tercer any de guerra, Flamini va ser escollit cònsol amb Publi Furi Fil i els dos van anar a la zona. Quan ja era allí el partit aristocràtic va maniobrar per privar-lo del seu càrrec i va fer declarar nul·la la seva elecció degut a un defecte en els auspicis. Se li va ordenar per carta retornar a Roma, però com que els preparatius per una gran batalla contra els ínsubres a la regió de l'Adda ja estaven fets, Flamini no va obrir el missatge fins que la batalla va acabar. Victoriós va tornar a Roma on tot i l'hostilitat del senat, que el va cridar perquè expliqués la seva desobediència, va ser aclamat com a triomfador pel poble. Després de celebrar el triomf va renunciar al càrrec de cònsol quan ja restava molt poc per acabar
Segurament l'any 221 aC va ser magister equitum del dictador Marc Minuci Ruf, però els dos van haver de renunciar a causa d'un mal auguri: un ratolí havia xisclat just en el moment de l'elecció. L'any 220 aC va ser nomenat censor junt amb Luci Emili Pap i van realitzar dos grans obres: el Circ Flamini i la via Flamínia que anava de Roma a Etrúria i Úmbria fins a Ariminum. Sembla (segons un confós passatge de Plutarc) que el diner es va obtenir de la venda de terres conquerides recentment.
L'any 218 aC el tribú Quint Claudi va proposar una llei per la qual els senadors no podrien realitzar activitats mercantils, proposta a la que Flamini, tot i ser senador, va donar suport. El senat va incrementar el seu odi envers Flamini però la seva popularitat entre el poble era molt gran, i el 217 aC va ser elegit cònsol per segona vegada amb Gneu Servili Gemí.
Va agafar el comandament de l'exèrcit del seu predecessor Tiberi Semproni Llong i sense perdre temps ni esperar a la celebració de les Feriae Latinae, es va dirigir contra Hanníbal que avançava cap a Etrúria. Els seus moviments amb relació a Hanníbal no estan clars, ja que Joan Zonaràs, Titus Livi i Polibi donen relats divergents. El xoc decisiu es va lliurar a la batalla del llac Trasimè (23 de juny del 217 aC) i Flamini va ser derrotat i mort amb la major part del seu exèrcit.